# Народное ополчение (группа)
«Народное ополчение» — ленинградская рок-группа, образованная в 1982 году Алексом Оголтелым. Стиль — ска-панк,  панк-джаз, ноу-вейв, бит, постпанк, ска.
Название группа получила по имени проспекта на юго-западе Ленинграда. За период 1983—1986 годов записала в домашней студии Begemotion Records 9 альбомов, участники коллектива тех лет — Алекс «Оголтелый» Строгачёв (вокал, бас-гитара, гитара, тексты, музыка), Дмитрий «Ослик» Пшишляк (фортепиано, бас, гитара, музыка), Фёдор «Begemot» Лавров (ударные, гитара, вокал, музыка, тексты, звукозапись), в некоторых записях участвовали такие известные ленинградские рок-музыканты, как Андрей «Свин» Панов, Георгий «Густав» Гурьянов, Александр «Рикошет» Аксёнов, Андрей Отряскин. Параллельно Алекс записывает «акустику» с друзьями, выпуская записи под названием «Народное ополчение». В 1986 Федя «Begemot» уходит из группы и перестаёт её записывать.
Несмотря на провокационные тексты и неформатное звучание, в 1986 году группе удалось выступить с одной песней в доме культуры на концерте, приуроченном XXVII съезду КПСС (в тот год группа временно сменила название на «Новый образ»). В рядах НО времён записи альбома "Война!" значились Оголтелый, Вадим Снегирёв (БЕГЛЕЦ), бас, Владимир "Узбек" Родин, клавишные, Константин "Копа" Капралов (экс-ЦВЕТНЫЕ СНЫ), барабаны, и саксофонист Вадим (фамилия утрачена). В 1988 году группа вступила в Ленинградский рок-клуб и выступила на VI фестивале клуба. В составе того времени были Алекс Оголтелый (вокал), Игорь Мотовилов (гитара), Вадим Снегирёв (бас) и Алексей «Микшер» Калинин (ударные). В 1989 Михаил «Надувной» Лысенко сменяет Калинина на барабанах. С 1989—1993 годы группа активно гастролировала, в том числе с турами по странам Западной Европы. Трек «Дядя Луиджи» с альбома «Икры!» был записан на студии в Копенгагене для сборника «Laika». В 1992 Строгачёв создал параллельный коллектив под названием «Израиль», но через некоторое время группы были объединены, и фактически новым составом «Народного ополчения» стали музыканты «Израиля».
Начиная с 1994 года, из-за прогрессирующего алкоголизма лидера группа записывалась и выступала редко. Одним из периодов оживления стал 1997 год, когда коллектив записал альбом и выступил на двух фестивалях. Следующее восстановление активности приходится на 2002—2004 годы, когда группа пополнилась духовой секцией, дала концерт посвящённый своему двадцатилетию, дважды выступила на фестивале «Окна открой!», дала большой концерт в Москве и записала два студийных альбома. Среди участников коллектива в 2000-е годы — Алекс Оголтелый (вокал), Михаил Юсупов (гитара), Георгий Соловьёв (бас), Илья Козлов (ударные), Сергей Летягин (гитара), Алексей Рехалов (ударные), Станислав Костенко (труба), Андрей Комиссаров (саксофон), Виталий Бондарь (труба), Тимур Саетгалиев (тромбон).
После смерти Алекса Оголтелого в 2005 году коллектив несколько раз выступал в небольших петербургских клубах и записал два демо-альбома (вокал — Георгий Соловьёв). На студии Антроп остался незаконченным альбом, над которым группа работала, пока лидер был жив. В 2015 Фёдор Лавров открывает проект «Сумасшедшие Дни Народного Ополчения», посвященный реставрации и изданию каталога группы. В 2018 лейбл Maschina Records выпускает 2CD digipack панк-оперы «Новогодие» (1985). Другие релизы постепенно появляются в интернете и на Begemotion Records.

## Дискография
- Реквием по Л. И. Брежневу (акустика; 1982)
- Jah-мба (март 1983)
- Трупный Запах (1983)
- Эх, злоба, эх! (ноябрь 1983)
- Бит заел (январь 1984)
- Сумасшедший день (ноябрь 1984)
- Новогодие (март 1985)
- Профилактика (акустика; 1985)
- Официальная версия (сборник; май 1985)
- А. Строгий Избранное (утрачен; лето 1985)
- Официальная диверсия (сборник; ноябрь 1985)
- Война (1986)
- Игрушечный мир и его кремация (1987)
- 6 рок-фестиваль ЛРК (кассета; 1988)
- Брежнев жив (1989)
- Запись в НЧ/ВЧ (Алекс Оголтелый и группа «Меконий»; 1989)
- Концерт в Дании (1990 или 1991)
- Икры (1992)
- Израиль (1992)
- Концерт в Там-Таме (кассета; 1992)
- Пролежни (1998, изд. в 2001)
- Flashback (EP, 2002)
- 49 лет в тюрьме, а расстрела не дают (концерт в Б2; 2004)
- Черви (2004)
- АУ Слет #1, «Поживу — посмеюсь!» клуб Порт, СПб, 28.03.2004 (2004)
- Интервью на радио «Свободный голос» (2004)
- Наблеватель (2005)
- Запись для Вепрова (компиляция; 2005)